# 阿爾諾環礁
阿爾諾環礁是太平洋由133個島嶼組成的環礁，屬於拉塔克礁鏈的一部分，是馬紹爾群島24個立法選區（legislative district）之一，位於烏賈環礁以東47公里，是距離首都馬久羅最近的環礁，總土地面積5平方公里，中央的潟湖面積130.77平方公里，1998年人口2,069。

## 外部連結
- Marshall Islands site
- Entry at Oceandots.com